# Mniši Nejblahoslavenější Panny Marie Karmelské

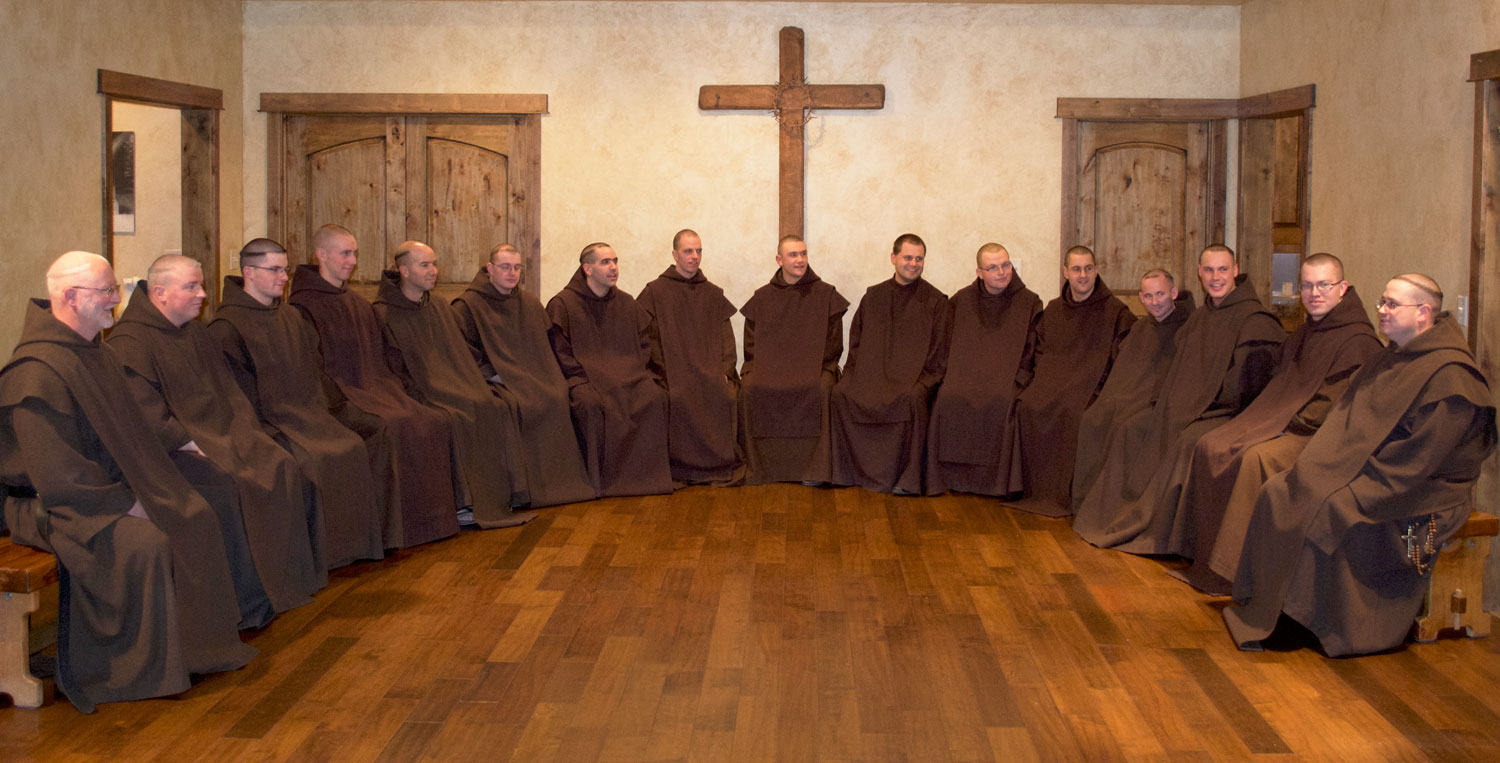
Mniši nejblahoslavenější Panny Marie Karmelské, 2017

Mniši Nejblahoslavenější Panny Marie Karmelské jsou karmelitánskou komunitou žijící poustevnickým životem v klášteře v Meeteetse ve státě Wyoming. Žijí podle řehole svatého Alberta. Za jménem používají zkratku M.Carm.

## Historie
Klášter byl poblíž yellowstonského národního parku založen díky svolení místního ordináře biskupa z Cheyenne Davida L. Rickena založen v roce 2003 a prvním převorem komunity se stal P. Daniel Maria od Ukřižovaného Ježíše, M.Carm. Komunita se pozvolna rozrůstá, žije dle asketicko-poustevnického života v karmelitánské komunitě. Dosud nemá kanonický status skutečné řeholní komunity, před církevním právem je toliko veřejným sdružením věřících.

## Charisma
Mniši Nejblahoslavenější Panny Marie Karmelské žijí podle tradiční karmelitánské spirituality. Při vysluhování liturgie užívají karmelitánský ritus. Kladou důraz na kompletaci o samotě ale i život ve společenství zároveň. Věnují se výrobě kávy značky Mystic Monk, která je zdrojem obživy pro klášter.